# فاور
فاور (انگلیسی: FAUR) شرکت مهندسی رومانیایی است، که در سال ۱۹۲۱ تأسیس شد.